# 宮市
宮市（みやいち）は、古代日本において中国の制度を模倣して設けられた宮廷内の市場をいう。

## 解説
中国では漢代から唐代にかけて王・諸侯の宮廷に宮市という市場が設けられた。これらは当初は、単にその宮廷内に臨時の市場を設けたという娯楽的色彩の濃いものだったが、唐の徳宗の時代になると、宦官が庶民から宮廷に必要な物品を強制的に買い上げるものとなり、多くの弊害が生じた。
日本でもこれを模し、平安時代前期の承和6年（839年）に宮市を設けたことがある（『続日本後紀』承和6年10月25日条）。この場合、建礼門前に三個の帳舎を建て、舶来の唐物を陳列し、内蔵寮の官人と後宮女官等をして交易させたものを宮市と称している。
ちなみに、奈良時代においても、天平神護元年（765年）に称徳天皇が紀伊国行幸の途路に浜辺で市を開かせたことや、神護景雲3年（769年）に同じく称徳天皇が由義宮行幸の際に、河内国の市人に市を開かせたことが知られる（『続日本紀』天平神護元年10月19日条・神護景雲3年10月21日条）。以上から、日本では権力者の強制売買による弊害は少なく、むしろ天皇の娯楽的な臨時公開市場的な性格が強いと思われる。